# Gul åkande
Gul åkande (Nuphar lutea) er en vandplante med store, aflangt hjerteformede flydeblade, der vokser i næringsrige søer og langsomt flydende åer.

## Beskrivelse
Gul åkande er en vandlevende flerårig urt med aflangt hjerteformede flydeblade og bladstilke, som er afrundet trekantede i tværsnit. De omkring 25 cm lange blade er blanke og græsgrønne på oversiden, men mat lysegrønne på undersiden.
Blomstringen sker i juni-august, hvor man først ser de kuglerunde, grønne knopper og derefter de krukkeformede, ranunkelagtige blomster. De enkelte blomster er langstilkede (op til flere meter), sidder hævet ca. 10 cm over vandfladen og er grønne på ydersiden, men smørgule på indersiden. Der er mange nektarblade mellem blosterbladene og de talrige støvdragere. Støvfanget er cirkelrundt med 15-20 radiært rettede furer. Frugterne er kapsler med mange frø.
Rodnettet består af en kort rodstol, som bærer blade, blomster og grove trævlerødder. Bladstilke og rodstok har mange luftkanaler.
Højde x bredde og årlig tilvækst: 3 x 3 m (300 x 300 cm/år). Længderne er bladstilkenes længde.

## Voksested
Gul åkande vokser hjemme i næringsrige damme, søer og langsomt flydende vandløb med en dybde under 3 m. Af og til ses planten også i skyggen fra bredplanterne. I Danmark er den temmelig almindelig over hele landet. Den er hyppigst mod øst.
Ved bredden af Gærup Langsø, som ligger ca. 2 km fra Vesterhavet og 13 km NØ for Blåvands Huk, vokser arten sammen med bl.a. tagrør, bukkeblad, gifttyde, kragefod, søkogleaks og vandpileurt

## Note
1. ↑  Fugle og Natur: Lokalitetsbeskrivelser. Langsø